# Chi Cá heo mỏ
Chi Cá heo mỏ, tên khoa học Delphinus, là một chi động vật có vú trong họ Delphinidae, bộ Cetacea. Chi này được Linnaeus miêu tả năm 1758. Loài điển hình của chi này là Delphinus delphis Linnaeus, 1758.

## Hình ảnh

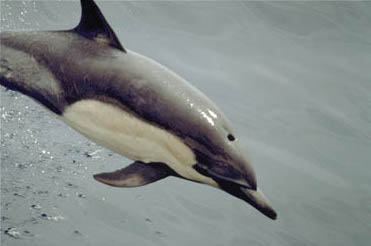
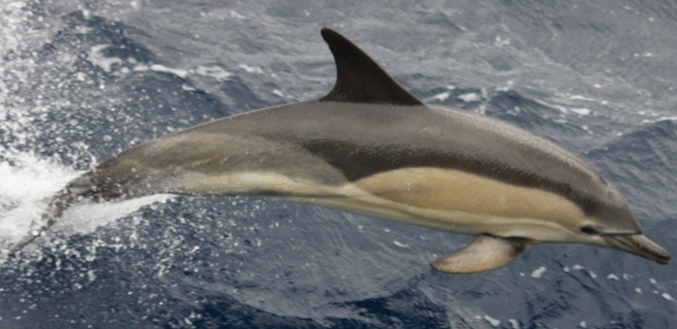
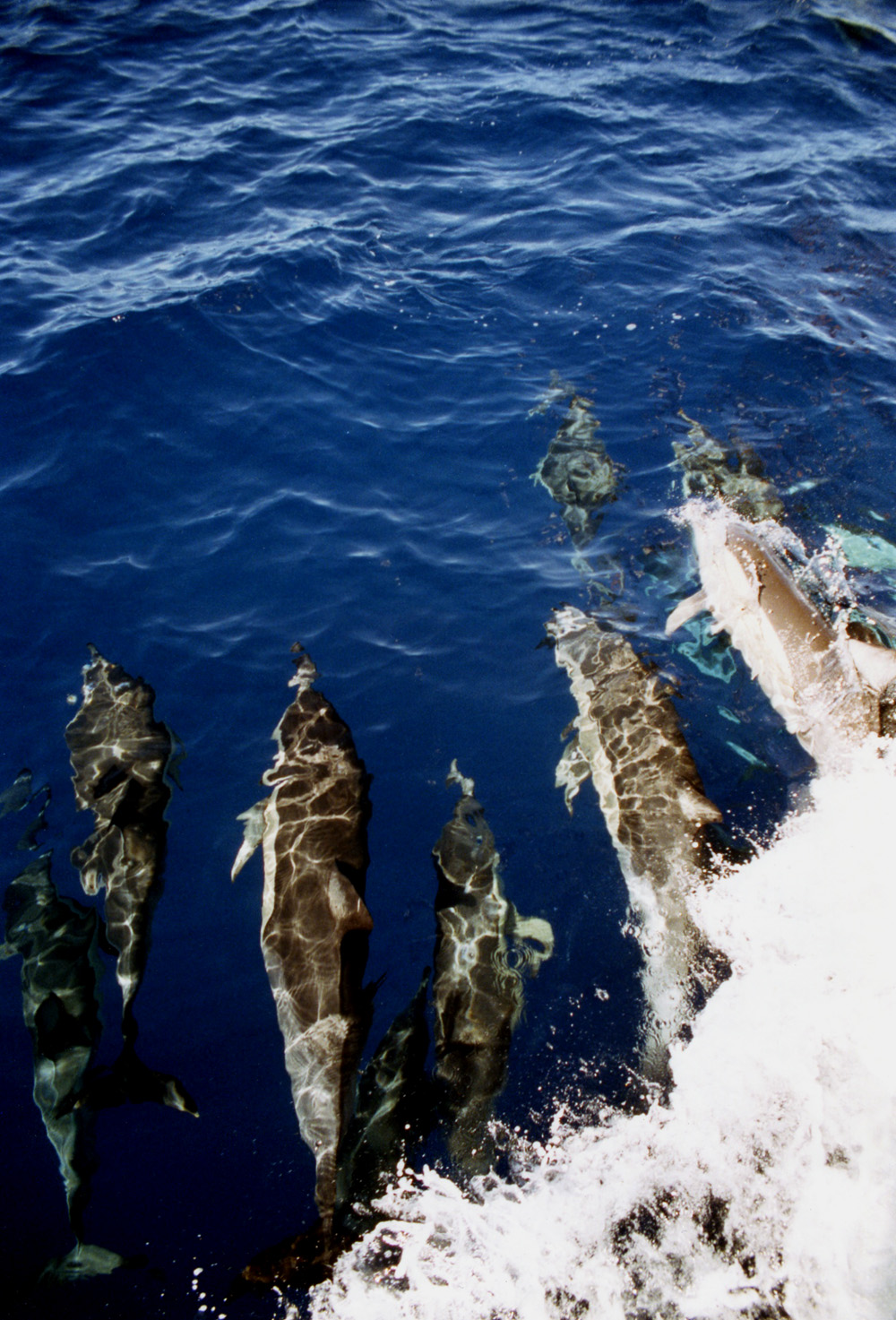
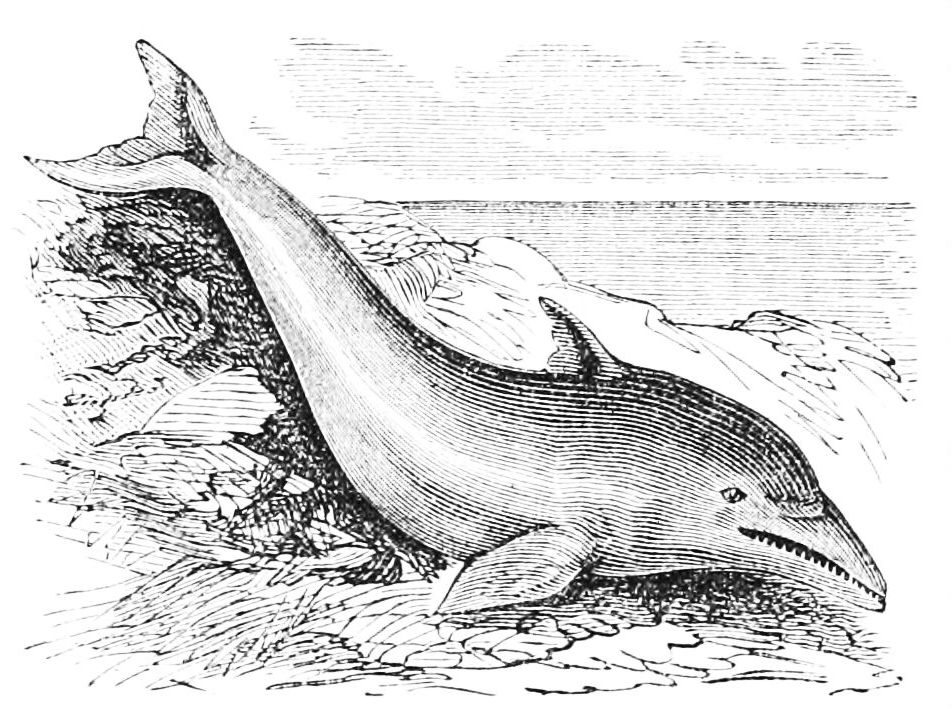

## Các loài
Chi này gồm các loài:
- Delphinus capensis
- Delphinus delphis
- Delphinus tropicalis